# Trirhithrum inscriptum
Trirhithrum inscriptum är en tvåvingeart som först beskrevs av Graham 1910.  Trirhithrum inscriptum ingår i släktet Trirhithrum och familjen borrflugor. Inga underarter finns listade i Catalogue of Life.